# Marianne Agulhon
Pour les articles homonymes, voir Agulhon.
Marianne Agulhon, née le 19 mars 1966 à Oujda, est une kayakiste française.
Aux Championnats du monde de slalom, elle est championne du monde en K1 par équipe en 1991 et médaillée de bronze en K1 slalom en 1993.
Elle participe aux Jeux olympiques d'été de 1992, se classant cinquième de la finale de K1 slalom.